# Originals
Originals is een motorfietsclassificatie. 
Dit zijn motorfietsen die qua techniek en vorm verwijzen naar het verleden. Voorbeeld: Harley-Davidson, FLSTN Heritage Softail Nostalgia en diverse retro bikes.

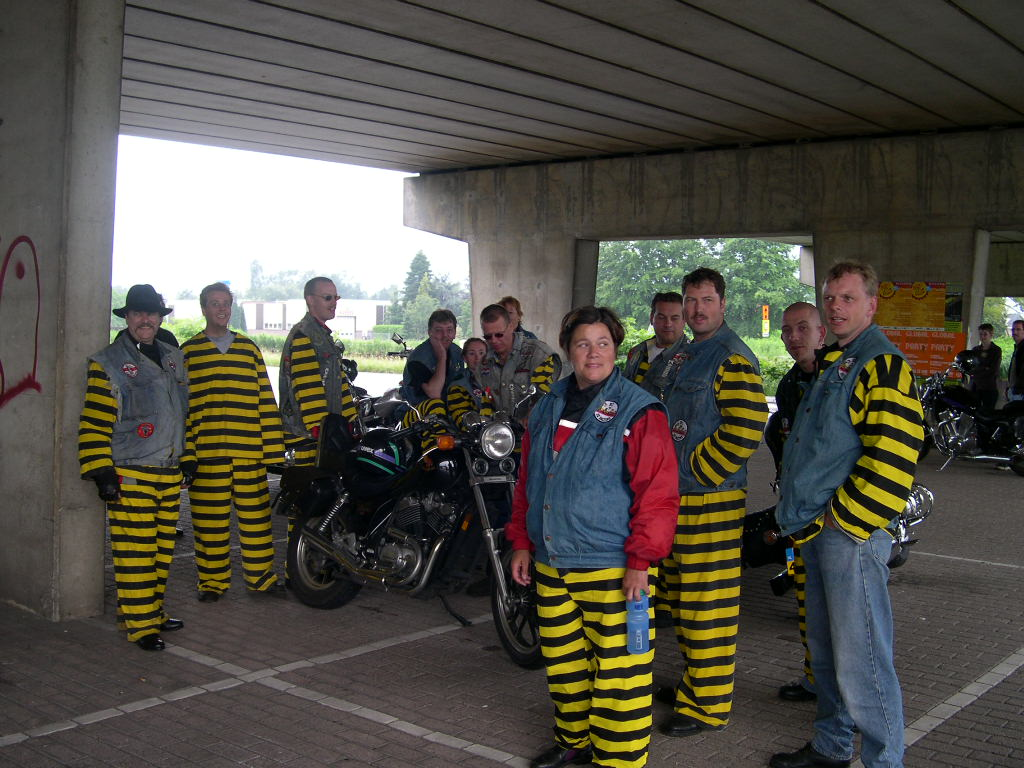
Ludieke originals van motorclub De Daltons uit Heeze

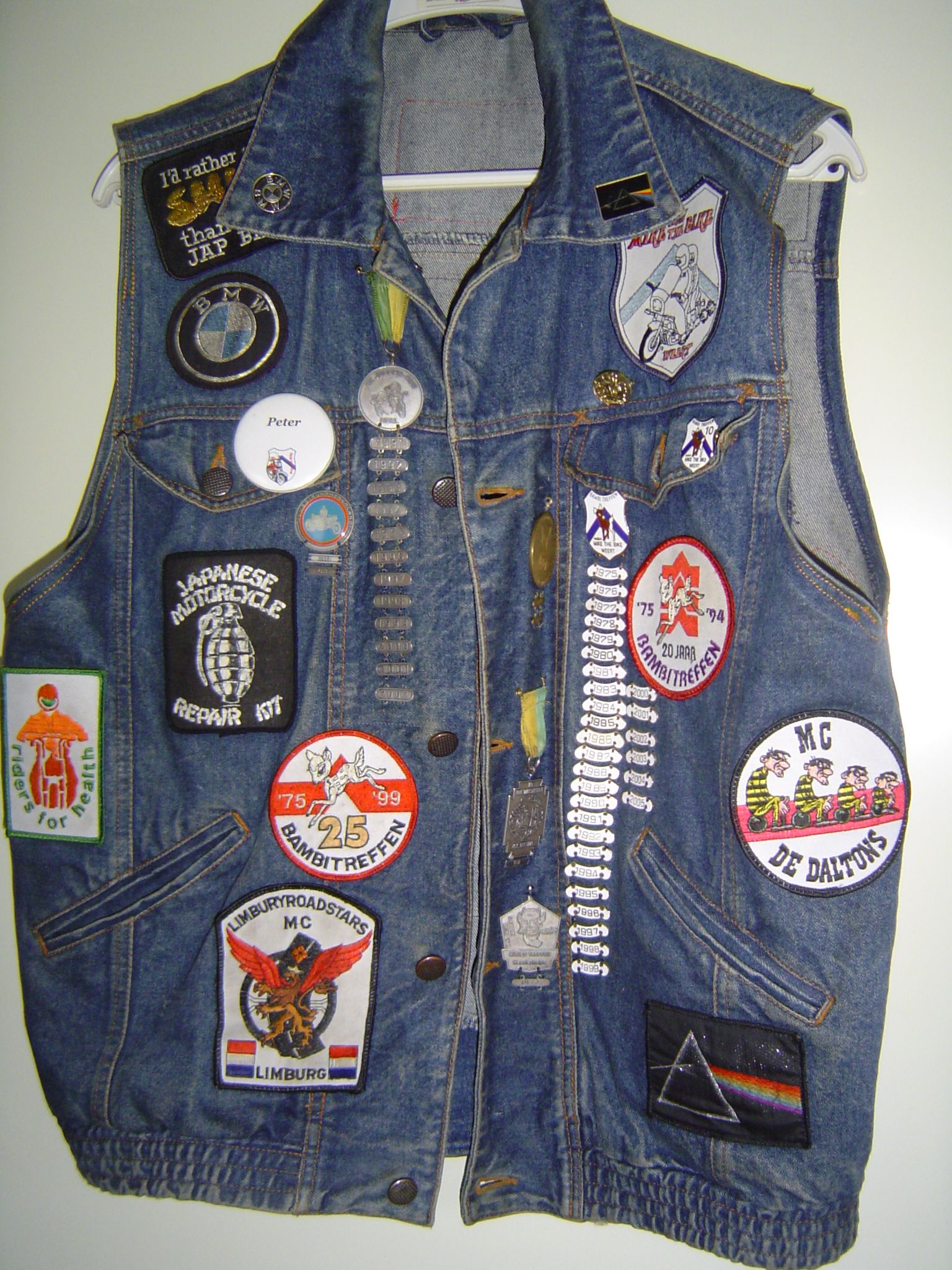
Persoonlijke originals vertellen veel over de drager ervan, in dit geval een BMW-rijder met een afkeer van Japanse motoren maar een voorkeur voor de muziek van Pink Floyd

Originals staat ook voor het "uniform" van een biker. Bij de Hells Angels bestaan de originals uit een spijkerbroek en -jasje zonder mouwen met daarop de colors. Tijdens de inwijdingsrite van een angel worden de originals besmeurd, vaak met mest of urine. De originals worden nooit vervangen. Als ze uit elkaar vallen worden de resten over een nieuw jasje heen gedragen.
Op de originals geeft een motorrijder een kleine inkijk in zijn persoonlijkheid, zoals voorkeuren of afkeer van bepaalde motorfietsen ("I'd rather eat shit than ride a Jap-bike"), badges en emblemen van bevriende motorclubs en bezochte motortreffens, herinneringen aan overleden vrienden, aangeduid met hun bijnaam ("In memory of RABBIT"). Vrouwen dragen soms badges met daarop de naam van hun "eigenaar" (vriend): "Property of SHORTY".